# Dundonald, South Ayrshire
Dundonald är en ort i Storbritannien.   Den ligger i kommunen South Ayrshire och riksdelen Skottland, i den centrala delen av landet, 500 km nordväst om huvudstaden London. Dundonald ligger 69 meter över havet och antalet invånare är 2 399.
Terrängen runt Dundonald är platt. Havet är nära Dundonald västerut. Runt Dundonald är det ganska tätbefolkat, med 78 invånare per kvadratkilometer. Närmaste större samhälle är Ayr, 12,0 km söder om Dundonald. Trakten runt Dundonald består i huvudsak av gräsmarker.